# August Schreiber (Missionar)
August Schreiber (* 8. September 1839 in Bielefeld; † 22. März 1903 in Barmen), mit vollem Namen August Wilhelm Schreiber, zur Unterscheidung von einem gleichnamigen Direktor der Norddeutschen Mission auch August Wilhelm Schreiber der Ältere genannt, war ein deutscher Pfarrer und Missionar.

## Leben

### Familie
August Schreiber wurde als Sohn des Gerichtsrats, Staatsanwalts und Abgeordneten Johann Karl Ludwig Schreiber (1803–1855) und seiner Frau Amalia Friederika Schreiber (geborene Krummacher, 1808–1845) geboren. Sein älterer Bruder war der Apotheker und Gemeinderat Bernhard Friedrich Schreiber (1833–1907); seine ältere Schwester war Maria Schreiber (1836–1902). Diese heiratete 1859 den Pfarrer und Superintendenten Bernhard Heinrich Volkening (1828–1910), einen Sohn des bekannten Pfarrers Johann Heinrich Volkening (1796–1877).

### Ausbildung
August Schreiber besuchte das Evangelisch Stiftische Gymnasium Gütersloh, wo er 1858 auch die Reifeprüfung ablegte. In dieser Zeit beeindruckte ihn der Afrika-Missionar Carl Hugo Hahn. Dies brachte ihn dazu, Missionar bei den Herero werden zu wollen. 
Er studierte ab 1858 Theologie, zunächst in Halle. Schreiber wurde Mitglied des Hallenser Wingolf. Die Professoren Martin Kähler und August Tholuck beeinflussten ihn nachhaltig. Kähler vermittelte ihm auf theologischem Wege, dass die Mission notwendig und eine unverzichtbare Aufgabe der Kirche sei. August Tholuck war Biblizist und Erweckungstheologe. Er brachte Schreiber dazu, sich von der idealistischen Philosophie zu lösen, die Grundlage der Erlösung im biblischen Glauben zu suchen, und die Rechtfertigung des Sünders als Kernanliegen des Neuen Testaments zu erkennen. 
Seine letzten Studiensemester verbrachte Schreiber in Erlangen, wo er Mitglied des Erlanger Wingolf war. Hier interessierten ihn besonders die Vorlesungen Professor Johann von Hofmanns, insbesondere hinsichtlich des Schriftbeweises und der Wiedergeburt durch Kirche, Wort und Sakrament, wobei der wiedergeborene Mensch seine Erfüllung in Gott finde. Seine beiden theologischen Examina legte Schreiber in Münster ab. Schreiber promovierte zum Doctor philosophiae. Seine missionarische Ausbildung erhielt er 1864–1865 in London und Edinburgh, wo er auch seine Englischkenntnisse verbesserte. In Edinburgh studierte er auch Medizin.
Am 24. Mai 1866 heiratete er in Lübbecke Anna Sophia Amalia Luisa Möller (1846–1891).

### Missionstätigkeit auf Sumatra
Im Sommer 1866 reiste er im Auftrag der Rheinischen Mission zu den Batak nach Sipirok auf Sumatra, wo gerade Ludwig Ingwer Nommensen das erste Mitglied dieses Volkes getauft hatte, und half ihm bei seiner Missionstätigkeit. Die Rheinische Mission unterhielt seit 1861 Missionsstationen in Niederländisch-Indien. Schreiber wurde Leiter (Präses) der Mission bei den Batak. Er war der erste Missionar der Rheinischen Mission auf Sumatra, der einen Universitätsabschluss in Theologie hatte.

### Erwachsenenschule in Parausorat
Im April 1868 eröffnete Schreiber eine katechetische Erwachsenenschule in Parausorat. Die missionarischen Betreiber der Schule strebten damit die Bildung einer sich selbst erhaltenden Batak-Kirche an. (Näheres dazu im Kapitel „Missionspolitik“.) Die Ausbildungsdauer wurde auf zwei Jahre festgesetzt. In einer ersten Klasse wurden fünf junge Batak von Schreiber, der als Hauptlehrer fungierte, zu Lehrern ausgebildet. Er wurde dabei von den örtlichen Missionaren Klammer und Schütz unterstützt. Die Schüler waren bereits getauft, wurden aus den besten Grundschulabsolventen ausgewählt und hießen Ephraim, Thomas, Paulus, Johannes und Markus. Auswahlkriterien waren Intelligenz und ein nach Ansicht des Missionars „guter Charakter“. Zwei dieser Schüler wurden später Pastoren.
Die Auswahlkriterien konnten allerdings umgangen werden, wenn der Kandidat einen ausreichend hohen sozialen Status als Häuptlingssohn hatte. So wurde nach einigen Monaten zusätzlich der Nichtchrist Willem Dja Muda, der Sohn von Sutan Baginda, des Häuptlings von Baringin, aufgenommen, in der Hoffnung, dass er später seine Familie und das Dorf evangelisieren würde. Dja Muda wurde zwar 1876 getauft, konvertierte aber zum Islam, nachdem er Häuptling geworden war, und wurde zu einem harten Gegner der Batakmission.
Folgende Fächer wurden unterrichtet:
1. Bibelkenntnis, -auslegung und -geschichte
2. Katechismus
3. Geographie Groß-Indiens und der Welt
4. Geschichte, darin:
  - Geschichte antiker Völker, die Einfluss auf das biblische Israel hatten
  - Kirchengeschichte
  - der Kampf zwischen Islam und Christentum
  - Zeitgeschichte unter dem Aspekt des Entstehens der europäischen Hegemonie über die damalige Welt
5. Arithmetik
6. Gesang
7. Naturwissenschaften

1870 wurde Chr. Leipoldt Vollzeitlehrer, beginnend mit dem Start einer zweiten Klasse an der Erwachsenenschule, diesmal bestehend aus zwölf Schülern, von denen später vier Pastoren wurden. Als Unterrichtsfächer kamen jetzt Malaiisch und Deutsch hinzu.
Sowohl die lateinische als auch die Batak-Schrift wurden benutzt, da beide bereits in der Grundschule unterrichtet wurden. Um den Mangel an Textbüchern zu beheben, arbeiteten Schreiber und Leipoldt hart an der Übersetzung europäischer Bücher. Sie vermittelten ihren Schülern das notwendige Wissen, damit diese später ihr eigenes Volk unterrichten konnten. Die Schüler erhielten meist sehr gute Beurteilungen und wurden auch später, als Lehrer, ausgezeichnet, es sei denn, sie hatten wegen schlechter Bezahlung ihre Lehrtätigkeit aufgegeben.

### Ausbreitung der Mission
Schreiber unterstützte den mennonitischen Missionar Heinrich Dirks, der im Januar 1871 in einiger Entfernung ebenfalls begann, bei den Batak zu missionieren.
Das Zentrum der missionarischen Arbeit verschob sich vom Gebiet der Angkola-Batak nordwärts, in Regionen, in denen nicht mehr deren Sprache, sondern die der Toba-Batak gesprochen wurde. Die katechetische Schule konnte keine angemessene Ausbildung einheimischer Gemeindelehrer für diese Gebiete gewährleisten, sowohl wegen der Entfernung, als auch wegen des Sprachunterschieds. Schreiber war auch besorgt wegen des malaiischen Einflusses bei den Angkola. So berichtete er über eine „Vermalaiisierung“ der Angkola-Batak-Sprache. Er befürchtete, dass das Erlernen der malaiischen Sprache an Stelle einer Beibehaltung der eigenen Sprache die Gemeinden für einen islamischen Einfluss öffnen könnte. Ähnliche Befürchtungen hatten auch spätere niederländische Missionare im Gebiet der Karo-Batak.

### Arbeit in Deutschland
1873 musste Schreiber wegen einer Erkrankung seiner Frau nach Deutschland zurückkehren, nachdem die zweite Klasse der Erwachsenenschule ihre Ausbildung abgeschlossen hatte. Eine dritte Klasse wurde nun von Leipoldt unterrichtet. In der Grundschule wurden 1873 erstmals Mädchen ausgebildet.
Das genannte Sprachproblem wurde 1874, also nach Schreibers Abreise, provisorisch durch die Gründung einer Wanderschule in Toba-Batak-Sprache gelöst. Im selben Jahr begann Schreiber als Nachfolger Gustav Warnecks am Missionsseminar zu lehren.
Ebenfalls 1874 wurde mit einer speziellen Mädchenausbildung im Missionsgebiet begonnen. Die Anzahl der Mädchen im Grundschulbereich blieb aber zunächst gering. Um die Anzahl der Schülerinnen zu erhöhen, drängte die Batakmission Kirchenmitglieder, ihre Töchter zur Schule zu schicken. Diese Initiative hatte aber wenig Erfolg. Schreiber führte dies auf die geringere Stellung von Frauen in der Batakgesellschaft zurück. Sie dienten als Hauptarbeitskräfte im Haushalt, erhielten aber nicht dieselben Bildungschancen wie Männer, wie Schreiber in seinem Text „Die Arbeit an den heidnischen Frauen und Mädchen“ beklagte.
1875 schloss die dritte Klasse an der Erwachsenenschule ihre Ausbildung ab. Leipoldt musste ebenfalls wegen des schlechten Gesundheitszustandes seiner Frau Sumatra verlassen, woraufhin die Schule geschlossen wurde.
1879 erschien August Schreibers und Chr. Leipoldts Übersetzung des Neuen Testaments aus dem Griechischen in die Angkola-Mandailing-Batak-Sprache.
Schreiber war an der Aufstellung der ersten Kirchenordnung der Batak-Kirche beteiligt, gemeinsam mit Ludwig Nommensen, der dabei federführend war, Missionsinspektor Friedrich Fabri und dem Missionar Koedding, der in Sibolga missioniert hatte. Dabei wurden keine deutschen oder europäischen Modelle kopiert, sondern die Strukturen genutzt, die in Nordsumatra natürlich gewachsen waren.
In den 1880er Jahren begann Schreiber, weibliche Lehrer (Schwestern) zu propagieren, um die Mädchenbildung zu fördern, die für ihn einen hohen Stellenwert genoss. Hier zeigte sich der Einfluss der englischen und amerikanischen Mission, insbesondere von Alexander Duff.
Auf der kontinentalen Missionskonferenz von 1880 wurde sein Text „Was können wir von den Amerikanern und Engländern für Theorie und Praxis der Missionsarbeit lernen?“ vorgestellt. Er betonte dabei drei Punkte:
1. Sie fördern die einheimische Bevölkerung besser.
2. Besonders in Amerika wird zwischen kultureller und missionarischer Arbeit unterschieden; Mission wird nicht als kulturelle Kraft angesehen.
3. Seit langer Zeit werden Ärzte und weibliche Missionare in die Missionsarbeit einbezogen.

Schreiber betonte hier die Ansicht, dass Missionarinnen den männlichen Missionaren nicht unterlegen seien, sondern manche Arbeiten sogar besser leisten würden, insbesondere die Förderung und Ausbildung von Mädchen.
1884 rief Schreiber dazu auf, die christliche Mission deutlich von der Kolonisation zu trennen.
1888 vertrat Schreiber die Rheinische Missionsgesellschaft bei der Londoner Missionskonferenz. (Näheres zu Schreibers Ansichten im Kapitel „Missionspolitik“.)

### Missionsinspektor
1889 wurde er, als erster Missionar, erster Inspektor der rheinischen Mission. Dieses Amt hatte er bis zu seinem Tode inne.
1890 konnte Schreiber mit Hester Needham aus England die erste Schwester in das deutsche Missionsgebiet entsenden, später folgten 34 weitere Frauen. Ihre Hauptaufgabe war die Diakonie; die Schwestern wurden aber mit der Einrichtung von und der Lehre an speziellen Mädchengrundschulen betraut. Schwestern mit entsprechenden Fähigkeiten wurden gebeten, an Schulen für Weben, Pflege oder Geburtshilfe zu unterrichten. Schreiber wollte damit durch Bildung die soziale Position der Batak-Frauen verbessern.
1896 sprach sich Schreiber ausdrücklich gegen ein Verbot von Mischehen aus, allerdings begründet mit dem Mangel an europäischen Ehefrauen für die deutschen Siedler.
Der erste Arzt, den die Rheinische Missionsgesellschaft entsandte, war Julius Schreiber, August Schreibers Sohn. Er erreichte das Batak-Gebiet im Jahre 1898.
Auf zwei ausgedehnten Reisen bemühte August Schreiber sich, möglichst viele Missionare zu besuchen, und sich über deren Arbeit zu informieren. Seine Berichte darüber wurden als sehr fesselnd empfunden und führten dazu, dass viele Theologen in die Missionsarbeit gingen und reiche Spenden dafür eingingen. So bereiste er um die Jahreswende 1898/1899 erneut Sumatra. Gemeinsam mit Nommensen besuchte er die Missionare an den verschiedenen Stationen. Die Batak-Kirche hatte sich seit seiner Zeit als Missionar in dieser Region erheblich ausgedehnt.
Am Neujahrstag 1899 erreichte er Sigumpar und predigte der örtlichen Gemeinde in einem Freiluftgottesdienst von einer hohen, sorgfältig gearbeiteten Kanzel aus Bambus und Palmwedeln aus, mit Blick auf den See und die Berge, wie er später berichtete. Weit über 1000 Zuhörer saßen vor ihm auf dem Boden. Schreiber zeigte sich von der Beteiligung der Batak am Gottesdienst beeindruckt, wobei er besonders den Choralwettbewerb hervorhob, den die Schulkinder am Nachmittag desselben Tages veranstalteten.
1900 vertrat Schreiber die Rheinische Missionsgesellschaft bei der New Yorker Missionskonferenz. Auf beiden Konferenzen, an denen Schreiber teilnahm, wurden zahlreiche Aspekte der Missionsentwicklung und der Probleme, die sich aus dem Einfluss der Mission auf das Bildungswesen ergaben, diskutiert. Schreiber äußerte sich nie zu diesen Problemen und nahm auch nicht an den entsprechenden Veranstaltungen teil. Welchen Einfluss die Konferenzen auf die Rheinische Missionsgesellschaft hinsichtlich ihres Bildungsauftrages hatten, ist deshalb schwer zu bewerten. Aufgrund dessen, was Schreiber schriftlich äußerte, kann aber angenommen werden, dass kontinentaleuropäische Missionsgesellschaften wie die Rheinische Missionsgesellschaft von solchen Kontakten zu amerikanischen und britischen Gesellschaften profitierten, wie sich an der Betonung autonomer Kirchen (siehe Kapitel „Missionspolitik“) und der Mädchenerziehung zeigte. So kontaktierte August Schreiber verschiedene englische Missionsleiter hinsichtlich der Einbeziehung weiblicher Evangelisten (Schwestern).
Ebenfalls im Jahre 1900 gründete Julius Schreiber das Missionshospital in Pearadja, an dem 1901 Johannes Winkler eingestellt wurde.
1903 bat Ludwig Nommensen um die Erlaubnis, auch auf Timor zu missionieren. August Schreiber ermutigte ihn dazu telegraphisch mit einem einzigen Wort: „Tole“, dem Batak-Wort für „Vorwärts“. Nommensen betrachtete Schreiber, der noch im selben Jahr starb, seit ihrer gemeinsamen Arbeit auf Sumatra als Freund und wichtigen Unterstützer seiner Arbeit bei den Batak.

## Missionspolitik
Schreibers Amtsübernahme als Missionsinspektor fällt zeitlich eng mit der 1888 beginnenden Mission an der Astrolabe Bay im Nordosten Neuguineas zusammen.
Schreiber verband die Mission eng mit der Einführung von Ämtern. Im Gegensatz zu seinem Vorgänger Friedrich Fabri lehnte er die Vermischung der christlichen Mission mit kolonisatorischen Tätigkeiten wie „Erziehung zur Arbeit“, „Zivilisierung“ oder Wissenschaft ab; er beschränkte die Mission auf den biblischen Missionsauftrag der Verkündigung des Evangeliums. Die Verkündung des Wortes in den Mittelpunkt zu stellen entsprach dem evangelischen Kirchenverständnis. Dies erforderte die Predigt in der jeweiligen einheimischen Sprache.
Schreiber war auch beeinflusst von der Erweckungsbewegung, woraus sich seine Betonung der Vorbildfunktion der Missionare und seine Forderung, dass diese ständig im Missionsgebiet anwesend sein sollten, herleitete.
Die Mission sollte zwar bei Einzelpersonen beginnen, letztlich sollten sich aber neue Gemeinden bilden, da Schreiber die christliche Gemeinschaft als Voraussetzung für christliches Leben betrachtete. Der Missionar sollte danach streben, seine Verantwortung für die entstehende Gemeinde an einheimische, von ihm missionierte Älteste (nach der griechischen Bezeichnung Presbyter) und Pastoren abzugeben; die neuen Gemeinden sollten autark werden und selbst die Missionsarbeit übernehmen. In dieser Auffassung folgte Schreiber angloamerikanischen Missionstheorien.
Auch in materiellen Dingen sollten die Gemeinden schrittweise selbständig werden. Dazu sollte zunächst christliche Literatur zur Verfügung gestellt und Unterrichtsprogramme aufgestellt werden. Die dazu notwendige Organisation sollte ebenfalls von Einheimischen geleitet werden. Zunächst sollten Gehilfen für die Gemeindearbeit ausgebildet werden, dann sollten einheimische Lehrer folgen, danach Evangelisten und schließlich Pastoren aus der einheimischen Bevölkerung. In einem fortgeschrittenen Stadium sollten Älteste die Funktionen des Missionars übernehmen. Die Rolle der Ältesten war für Schreiber mindestens ebenso wichtig, wie die der unmittelbaren Gehilfen des Missionars. Die Ausbildung der Ältesten erklärte er zu einer der Hauptaufgaben des Missionars in fortgeschrittenen Gemeinden, die dieser durch häufigen persönlichen Kontakt und Abhaltung von Versammlungen erfüllen sollte.
Die Gemeinden sollten aus eigener Kraft zu Kirchen mit einheimischen Pastoren und Ältesten zusammenwachsen. Einen Anschluss der Gemeinden an europäische Kirchenstrukturen lehnte Schreiber ab. Er reagierte damit auf die Erfahrungen früherer Zeiten; so trug Fabris Missionspolitik noch deutlich kolonialistische, bevormundende und nationalistische Züge. Schreiber folgte hier auch den Beschlüssen der Londoner Missionskonferenz von 1888, welche die Bildung selbständiger Kirchenstrukturen in Missionsgebieten zum Hauptziel der Mission erklärt hatte. Nach Schreibers Auffassung sollte es keine Vorschriften darüber geben, wie die kirchlichen Strukturen in der Endphase aussehen sollten, die jeweiligen kulturellen Begebenheiten sollten in das natürliche Wachstum der Kirchen einfließen; europäische Muster sollten nicht künstlich übergestülpt werden, damit die Aufgaben von den Amtsträgern aus echtem innerem Antrieb wahrgenommen werden.
Diese Überzeugungen Schreibers kamen in der missionarischen Realität nur langsam zum Tragen, erst Jahrzehnte später setzte sich die hier skizzierte Missionspolitik durch. Die Missionare waren zunächst noch zu stark von ihrer eigenen Kultur, insbesondere der Erweckungsbewegung, geprägt. Deshalb zielte die Mission erst zu sehr auf Einzelpersonen ab; es wurde zu wenig Rücksicht auf die einheimische Kultur und Religion genommen. Ein Einfluss Fabris ist hier allerdings nicht erkennbar.
Im Falle Neuguineas kam die Mission aus diesen Gründen bis etwa 1912 nur langsam voran. Danach hatten sich die Missionare an die einheimischen Bedingungen angepasst und erste Gemeinden bildeten sich. Ab 1919 verfestigten sich die Gemeinden, und Kirchenämter mit einheimischen Amtsträgern bildeten sich heraus. Die Missionsbemühungen waren 1932 abgeschlossen.
Eine weitere Schwierigkeit bei der Mission lag darin, dass Einheimische manchmal zu der Ansicht kamen, dass für Europäer andere Regeln gelten würden, als für sie selbst, da die Europäer eine andere Art von Wesen seien. Schreiber hielt es daher für eine unbedingte Voraussetzung der Mission, den Einheimischen zu vermitteln, dass alle Menschen gleich und Rassenunterschiede rein äußerlich sind. (Siehe Farnbacher, S. 109, Fußnote 164).

## Werke
- Life among the battas of sumatra. in: Popular Science Monthly, Band 22, November 1882, S. 109 bis 114 (englisch)

## Gedenktag
Sein Gedenktag im Evangelischen Namenkalender ist der 22. März.
Der Gedenktag wurde vor der Einführung des offiziellen Namenkalenders bereits geführt in:
- Jörg Erb: Die Wolke der Zeugen. Band 4, Kassel 1951/1963, S. 508–520.